# ریمان (دهانه)
ریمان یک دهانه برخوردی در ماه است.

## دهانه‌های اقماری
این دهانه ۲ دهانه اقماری دارد.
| Riemann | عرض جغرافیایی | طول جغرافیایی | قطر          |
| ------- | ------------- | ------------- | ------------ |
| J       | ۳۷.۴° N       | ۹۰.۲° E       | ۳۹.۰ کیلومتر |
| B       | ۴۱.۶° N       | ۸۵.۲° E       | ۲۴.۰ کیلومتر |